# Бондаренко Вікторія Володимирівна
Вікто́рія Володими́рівна Бондаре́нко (*12 квітня 1968, Львів) — українська поетеса, композиторка, співачка, мистецтвознавиця. Заслужений діяч естрадного мистецтва України.

## Біографічні дані
Вікторія Бондаренко народилась у Львові. 1985 року закінчила Львівську середню школу № 33. Вчилась у музичній школі (клас фортепіано). У 2006-му з відзнакою закінчила факультет культури і мистецтва Львівського університету й здобула спеціальність вчителя музики та музичного керівника. Працює вчителькою музики. 1987 року одружилася з Ростиславом Володимировичем Бондаренком. У подружжя двоє дітей: Тетяна Бондаренко — фахівець у галузі міжнародних економічних відносин, і Володимир Бондаренко — студент.

## Творчість
Писати вірші й музикувати Вікторія почала ще в дитинстві. Свою першу пісню написала у 13 років і виконала її в рідній школі. Друкувалася в газетах та журналах «Галицьке юнацтво», «Слово Просвіти», «Порадник», «Буковинський журнал», «Дзвін» та інших. Написала музику і слова гімну Педагогічного коледжу Львівського національного університету імені Івана Франка. Вікторія Бондаренко працює переважно в ліричному обширі. Її вірші відзначаються відкритістю й щирістю. Їх лірична героїня прагне наблизитися до свого ідеалу, щоб почутися справжньою людиною — такою, що досягла омріяного. І водночас вона горда своєю ношею жінки і матері, берегині роду. Поезії Вікторії Бондаренко притаманні поетична оригінальність, художня образність, багатство та краса мови. У творах відчувається пісенність і мелодійність.
2000 року випустила свій перший аудіоальбом «Політ у мрію». 2007 року дебютувала поетичною збіркою «Світло любові». У травні 2024 року у творчому доробку Вікторії Бондаренко було 9 поетичних збірок, 252 відеокліпи, близько 1000 віршів, понад 350 пісень. Вона стала лауреаткою численних поетичних і музичних конкурсів. Провадить активну концертну й благодійну діяльність, дає сольні концерти, бере участь у загальних концертах, музично-поетичних зустрічах і творчих вечорах. 2021 року Вікторія Бондаренко заснувала літературний конкурс «Птах перемоги». Постійна членкиня журі в регіональних фестивалях-конкурсах учнівської молоді. Володіє українською, російською, польською й англійською мовами. Грає на фортепіано, гітарі й сопілці.
2015 року Вікторія Бондаренко вступила в Українську асоціацію письменників Західного регіону, 2016 року — у Всеукраїнське об'єднання «Письменники Бойківщини», 2021 року — в НСПУ. У березні 2021 року їй присвоїли звання заслуженого діяча естрадного мистецтва України.

## Поетичні твори

### Окремі збірки
- «Світло любові». — К.: Логос, 2007
- «Симфонія весни». — К.: Логос, 2012
- «Сонячні світанки». — Львів: ІА «Медіастар», 2015 (для дітей)
- «Заквітчана душа». — К.: Логос, 2015
- «Золоті вітрила». — К.: Логос, 2017
- «Бузкові сни». — К.: Український письменник, 2018
- «Хто співає так крилато?». — Львів: Тріада-Плюс, 2019 (для дітей)
- «Дідусь у ліс, а я за ним». — Львів: Тріада-Плюс, 2020 (для дітей)
- «Білий лебідь». — К.: Логос, 2023

### Публікації в альманахах
- «Поетична топоніміка» (Хмельницький, 2015),
- «Енциклопедія сучасної літератури» (2016)
- «Скіфія-2017. Весна» (2017)
- «Скарбниця мудрості» (2017)
- Музичний альманах «Октава» (?)

## Авторські музичні альбоми
- 2000 — «Політ у мрію»
- 2013 — «Вулицями Львова»
- 2015 — «Білокрила птаха»
- 2021 — «Моє блакитне небо»
- 2023 — «До бою!»

## Нагороди і відзнаки
- 2015 — Всеукраїнський літературний конкурс імені Леся Мартовича. ІІ премія
- 2016 — Конкурс «Поезія для дітей». І премія
- 2016 — Всеукраїнський літературний конкурс імені Володимира Дроцика. Лауреат
- 2017 — Всеукраїнський літературний конкурс імені Володимира Дроцика. Лауреат
- 2022, 2023, 2024 — Всеукраїнський літературний конкурс «ЯwriteR». Лауреат І ступеня
- 2023, 2024 — Всеукраїнський літературний конкурс «Моє слово». Лауреат І ступеня.
- 2024 — Всеукраїнський фестиваль-конкурс мистецтв «Свою Україну любіть!». Диплом за І місце
- 2024 — Міжнародний фестиваль-конкурс мистецтв «Любов до мистецтва». Лауреат І премії за авторську пісню «Моє натхнення»
- 2024 — V Всеукраїнський фестиваль-конкурс «Зіркова зима». Лауреат І ступеня за авторську творчість
- 2024 — XCV Міжнародний багатожанровий дистанційний фестиваль-конкурс мистецтва «ТИ — майбутнє України». Гран-прі за патріотичні пісні
- 2024 — XX Міжнародний конкурс-фестиваль «Зоряні мости». Гран-прі за авторську пісню
- 2024 — Всеукраїнський фестиваль «Шляхом мистецтва». І премія за авторську пісню «Білий лебідь»
- 2024 — Міжнародний фестиваль-конкурс мистецтв «Kharkiv Fest-2024». Лауреат І ступеня.
- 2024 — ІІ міжнародний фестиваль-конкурс «Стихія мистецтв». Лауреат І ступеня за авторську творчість
- 2024 — Всеукраїнський багатожанровий фестиваль талантів «Розправ крила, Україно!». Гран-прі за авторську пісню «Білий лебідь»
- Вихід у фінал літературної премії імені Катерини Мандрик-Куйбіди[7]

- Медаль «За служіння мистецтву» (17 березня 2021 року)
- Медаль Діяч Естрадного Мистецтва України (березень 2021 року)
- Медаль «За високий професіоналізм» (1 лютого 2022 року)
- Почесна грамота за активну плідну творчу і громадську діяльність від Культурного фонду України імені Бориса Олійника (2018 рік)

- Почесна грамота від Львівської обласної державної організації (січень 2018 року)
- Почесна грамота від Львівської обласної ради (червень 2020 року)
- Почесна грамота від Львівської міської ради 2018 рік

## Зовнішні зв'язки
Відеокліпи пісень:
- «Сумую за тобою»
- «Україно моя»
- «Пісня запальна»
- Альбом «До бою!»
- Альбом «До бою!»
- «Молитва»
- «Вечірня пісня»
- Альбом «Моє блакитне небо»
- «Наші діти»
- «Великий народ»
- Прем'єра пісні «Горить свіча»